# أفضل أباد (فشارود)
أفضل أباد (بالفارسية: افضل‌آباد) هي مستوطنة تقع في إيران في قسم فشارود الريفي. يقدر عدد سكانها بـ 149 نسمة .